# Collegio dei Nobili
Il collegio di Santa Caterina, meglio noto come collegio dei Nobili, è stato un prestigioso istituto scolastico pre-universitario di Parma, destinato all'educazione dei giovani aristocratici; fondato nel 1601, fu unito nel 1831 col collegio Lalatta nel collegio ducale Maria Luigia, ribattezzato nel 1896 convitto nazionale Maria Luigia.

## Storia
Il reale collegio dei Nobili fu fondato nel 1601 dal duca di Parma Ranuccio I Farnese e inaugurato il 18 ottobre di quell'anno all'interno di un grande palazzo situato in piazzale del Collegio di Santa Caterina, corrispondente all'incirca all'odierno piazzale Corte d'Appello. La direzione fu inizialmente affidata al conte abate Giovanni Giorgio Linati.
L'istituto di formazione pre-universitaria, destinato ai giovani aristocratici di età compresa tra i 10 e i 20 anni provenienti da tutti gli antichi Stati italiani ed europei, nel 1604 fu assegnato ai padri gesuiti.
L'importanza dell'elitario collegio crebbe notevolmente nel corso del XVII secolo, attirando a Parma i rampolli delle più importanti casate cattoliche dell'epoca; l'edificio sede dell'istituto fu ampliato a più riprese, a partire dal 1656, quando furono realizzati un ampio teatro e le sale d'Armi e delle Accademie per volere del duca Ranuccio II Farnese; tra il 1680 e il 1685 l'architetto Ferdinando Galli da Bibbiena si occupò della decorazione barocca delle facciate prospettanti piazzale del Collegio di Santa Caterina e strada San Marcellino.
L'epoca di maggior splendore fu raggiunta intorno al 1700, quando il numero di convittori toccò le 300 unità; la sede in quel periodo era costituita da un grande complesso di edifici, che, comprendente tra gli altri gli antichi palazzi nobiliari dei Cantelli e dei Bernieri, si estendeva sull'intero isolato compreso tra piazzale del Collegio di Santa Caterina, borgo Marmirolo (corrispondente al lato nord dell'odierno piazzale Boito), strada del Carmine (oggi strada del Conservatorio), strada al Ponte Caprazucca e strada San Marcellino.

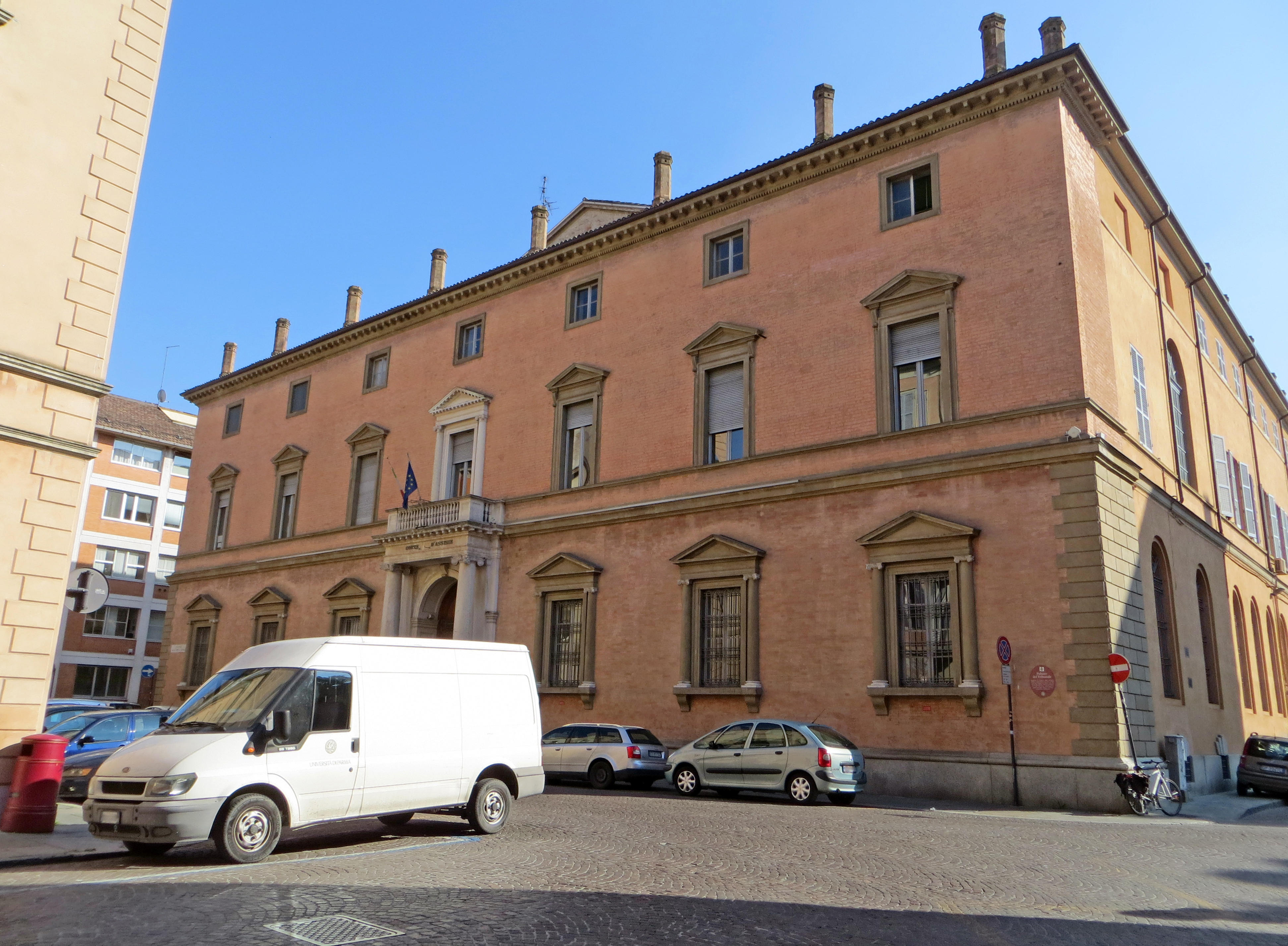
Il palazzo del Tribunale, eretto sulle fondamenta del collegio dei Nobili

Nel 1768 il primo ministro ducale Guillaume du Tillot espulse i gesuiti dal ducato di Parma e Piacenza e affidò la gestione del collegio ai padri scolopi; in seguito al loro arrivo, tuttavia, l'istituto subì una rapida decadenza e i religiosi furono pertanto allontanati già nel 1772. L'anno seguente subentrò il clero secolare, che si occupò del collegio fino al 1792, quando il duca Ferdinando di Borbone richiamò i gesuiti.
In seguito all'annessione del ducato all'impero di Francia, i gesuiti furono nuovamente cacciati e, nel 1806, l'istituto fu laicizzato; le famiglie nobili ritirarono in segno di protesta i loro figli dalla scuola, che fu chiusa.
Con la Restaurazione, nel 1815 la duchessa Maria Luigia riaprì il collegio, affidandolo ai padri benedettini dell'abbazia di San Giovanni Evangelista.
Nel 1831, in seguito ai moti che interessarono anche la città di Parma, la Duchessa unì il collegio di Santa Caterina al collegio Lalatta, fondato nel 1755 all'interno del palazzo omonimo, fondando il nuovo collegio ducale Maria Luigia, ribattezzato nel 1896 convitto nazionale Maria Luigia; per tre anni l'istituto ebbe sede nell'antico complesso del Santa Caterina, per poi spostarsi nel 1834 nel palazzo Lalatta.
L'antico palazzo del collegio dei Nobili, ormai inutilizzato, fu svuotato di tutti i ricchi arredi e dipinti accumulati nei secoli e nel 1844 fu abbattuto per volere della Duchessa, che incaricò l'architetto di corte Nicola Bettoli del progetto di un edificio destinato nelle intenzioni a divenire la nuova sede dell'Università di Parma; il palazzo neorinascimentale fu realizzato sulla porzione nord occidentale dell'isolato e fu in realtà adibito a tribunale.

## Struttura
L'istituto si prefiggeva lo scopo di formare le nuove classi dirigenti dell'epoca, istruendo giovani nobili non solamente nelle discipline letterarie, ma anche nelle arti cavalleresche e nei costumi sociali; per questo motivo, erano alternate ore di studio, di lavoro e di svago, sia, durante l'autunno, l'inverno e la primavera, a Parma sia, durante l'estate, nelle residenze di villeggiatura.
Le ore di svago prevedevano l'organizzazione, oltre che di giochi e di passeggiate, anche di esercizi cavallereschi e, durante la villeggiatura estiva, di battute di caccia nei boschi circostanti; venivano inoltre allestiti nel teatro spettacoli di prosa, di ballo e di musica; grande importanza era data infine all'educazione religiosa. Ogni giovedì e durante le vacanze autunnali tra la fine di agosto e la fine di ottobre gli allievi erano liberi di rientrare in famiglia.
I convittori erano suddivisi, in base all'età, in camerate, che nell'epoca del massimo splendore raggiunsero il numero di venti; le classi scolastiche vedevano invece la coesistenza di studenti di età diverse.

## Residenze di villeggiatura

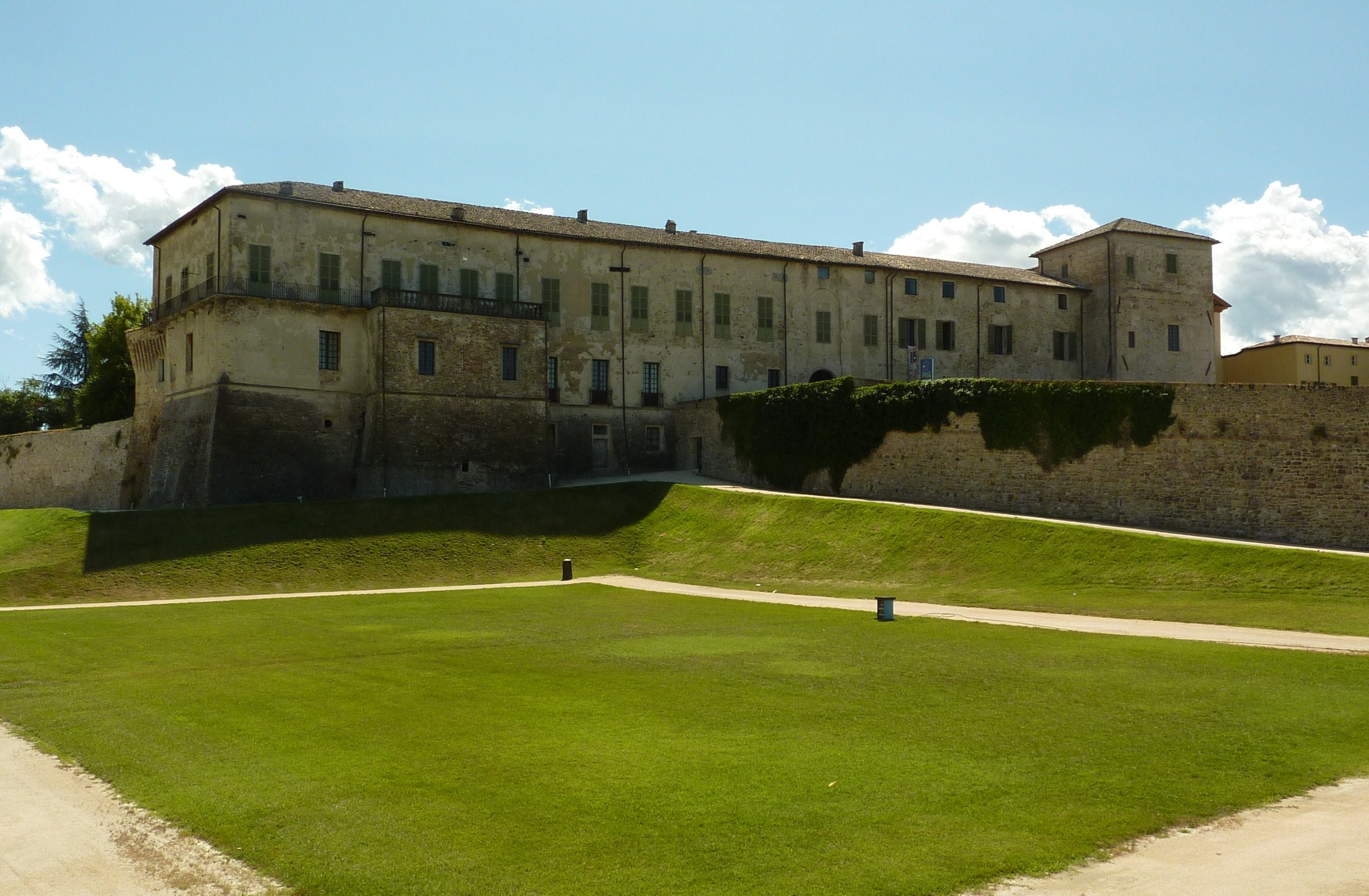
La rocca Sanvitale di Sala Baganza

Fin dai primi decenni del XVII secolo sorse la necessità di individuare una struttura nei dintorni della città ove trascorrere i periodi di villeggiatura estiva.
Nel 1625 i gesuiti individuarono per tali necessità una villa al Paullo, nelle vicinanze di Cortile San Martino; intorno al 1640 fu scelta una villa ad Alberi, cui ne seguì pochi anni dopo un'altra a Valera; successivamente i religiosi optarono per il castello di Torrechiara, che fu utilizzato quasi ininterrottamente fino al 1678.
Nel 1679 il duca Ranuccio II Farnese offrì stabilmente l'uso della rocca Sanvitale di Sala Baganza, che, circondata da fitti boschi per la caccia, apparteneva ai duchi fin dal 1611; nei due decenni seguenti, a causa del notevole aumento del numero di convittori, i gesuiti ristrutturarono parte del castello, per adeguarlo alle nuove esigenze.

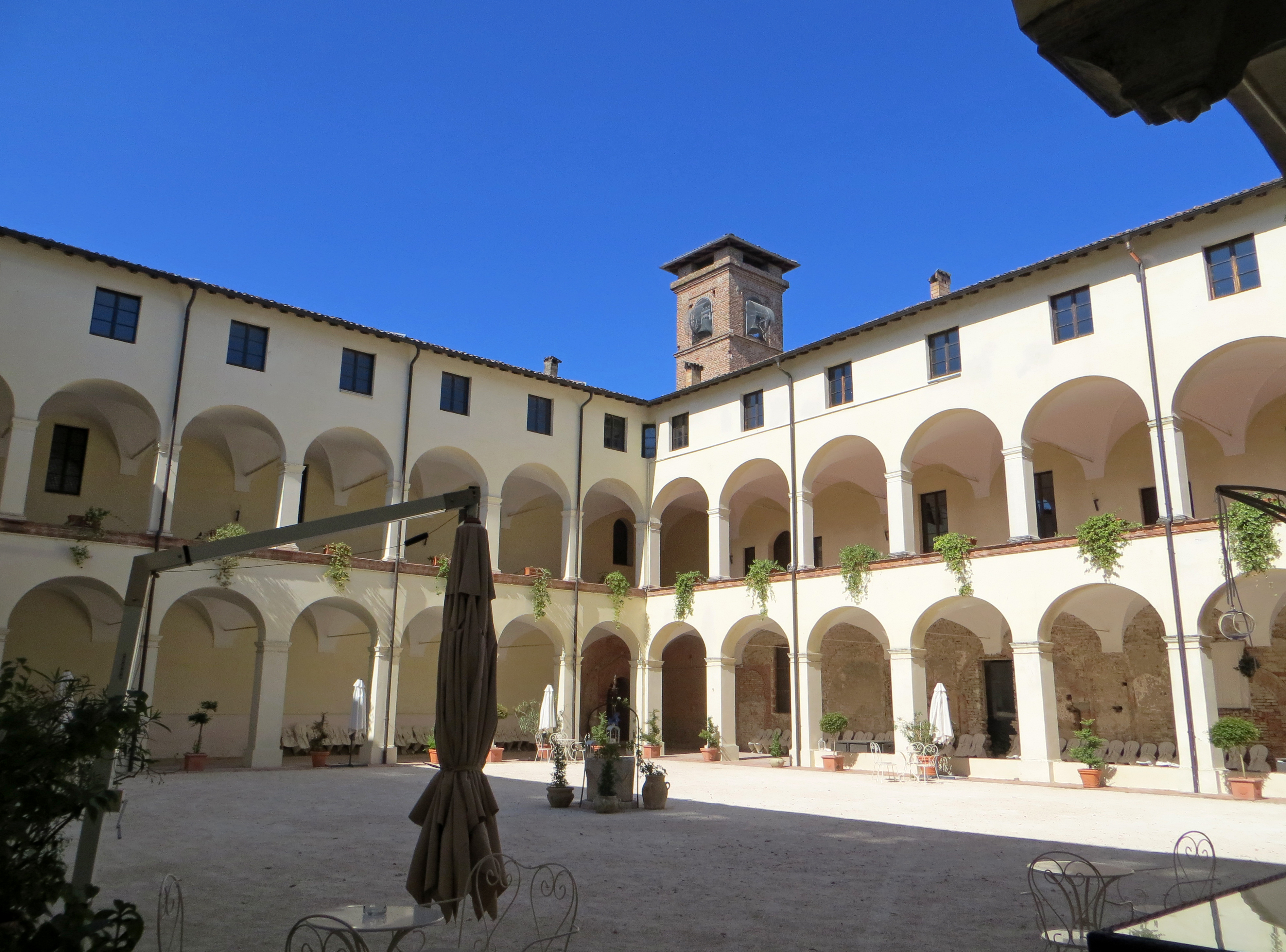
Il chiostro dell'abbazia di Fontevivo

Nel 1728 il duca Antonio Farnese, intenzionato a utilizzare la rocca di Sala per le proprie vacanze, decise di concedere al collegio l'uso dell'abbazia di Fontevivo, acquistata da Ranuccio I nel 1605 e contornata da ampie terre; si impegnò inoltre a ristrutturarla a sue spese, avviando immediatamente i lavori, che tuttavia si interruppero bruscamente nel 1731 in seguito alla morte del Duca.
Nel 1733 il suo successore Carlo di Borbone riavviò il cantiere e offrì momentaneamente ai gesuiti il suo palazzo di Borgo San Donnino, di cui tuttavia l'anno seguente la duchessa Enrichetta d'Este, in qualità di vedova di Antonio Farnese, decise di prendere possesso; nell'agosto del 1734, quindi, i religiosi dovettero trasferirsi nell'abbazia di Fontevivo, nonostante i lavori ancora in corso, che furono conclusi solo nel 1737.
Il nuovo duca Ferdinando di Borbone, profondamente legato alla badia, si occupò già dal 1780 di sovvenzionare vari interventi di decorazione degli interni; nel 1791, inoltre, fece costruire un teatro, una cappella e varie sale; tuttavia, il 9 ottobre del 1802 il Duca morì improvvisamente a Fontevivo dopo aver assistito a una rappresentazione nel teatro dell'abbazia e i nuovi cantieri di ampliamento, già avviati per sua volontà, furono bruscamente interrotti.
Quattro anni dopo il collegio fu chiuso dai francesi e fu riaperto solo nel 1815 dalla duchessa Maria Luigia, ma gli anni seguenti furono segnati da una progressiva decadenza; nel 1831, in seguito alla fusione del collegio dei Nobili col collegio Lalatta nel collegio ducale Maria Luigia, l'abbazia di Fontevivo continuò a essere utilizzata come residenza di villeggiatura estiva, fino al definitivo abbandono verso la fine del XIX secolo.

## Accademia degli Scelti
L'accademia degli Scelti fu istituita all'interno del collegio il 27 febbraio del 1672, per volere del duca Ranuccio II Farnese.
L'istituzione, inizialmente riservata soltanto alle discipline letterarie ma successivamente estesa anche alla filosofia e alle armi, riuniva, suddivisi nelle tre diverse classi, i convittori che per meriti si distinguevano in quelle materie.
A capo dell'accademia veniva ogni anno eletto un principe, che subentrava al precedente al quale veniva assegnato il titolo di principe emerito e il diritto a essere immortalato in un ritratto esposto nel collegio; erano inoltre nominati alcuni assessori e un segretario. Ogni accademico riceveva una medaglia d'oro incisa col motto Inter selectos.

## Stemma
Lo stemma del collegio, sovrastato dalla corona ducale, trae ispirazione dalle Georgiche di Virgilio: al suo interno è raffigurata, in un giardino, un'arnia contornata da numerose api e dai gigli farnesiani e sormontata da un cartiglio contenente la scritta Vobis atque aliis ("Per voi e per gli altri"); il motto era rivolto ai convittori, che avrebbero dovuto studiare non solo per loro stessi ma anche a beneficio della società, come le api che producono il miele.